# منتخب الصين للكريكت
منتخب الصين للكريكت هو ممثل الصين الرسمي في المنافسات الدولية في الكريكت
.